# Jan Smit (gerechtsdeurwaarder)

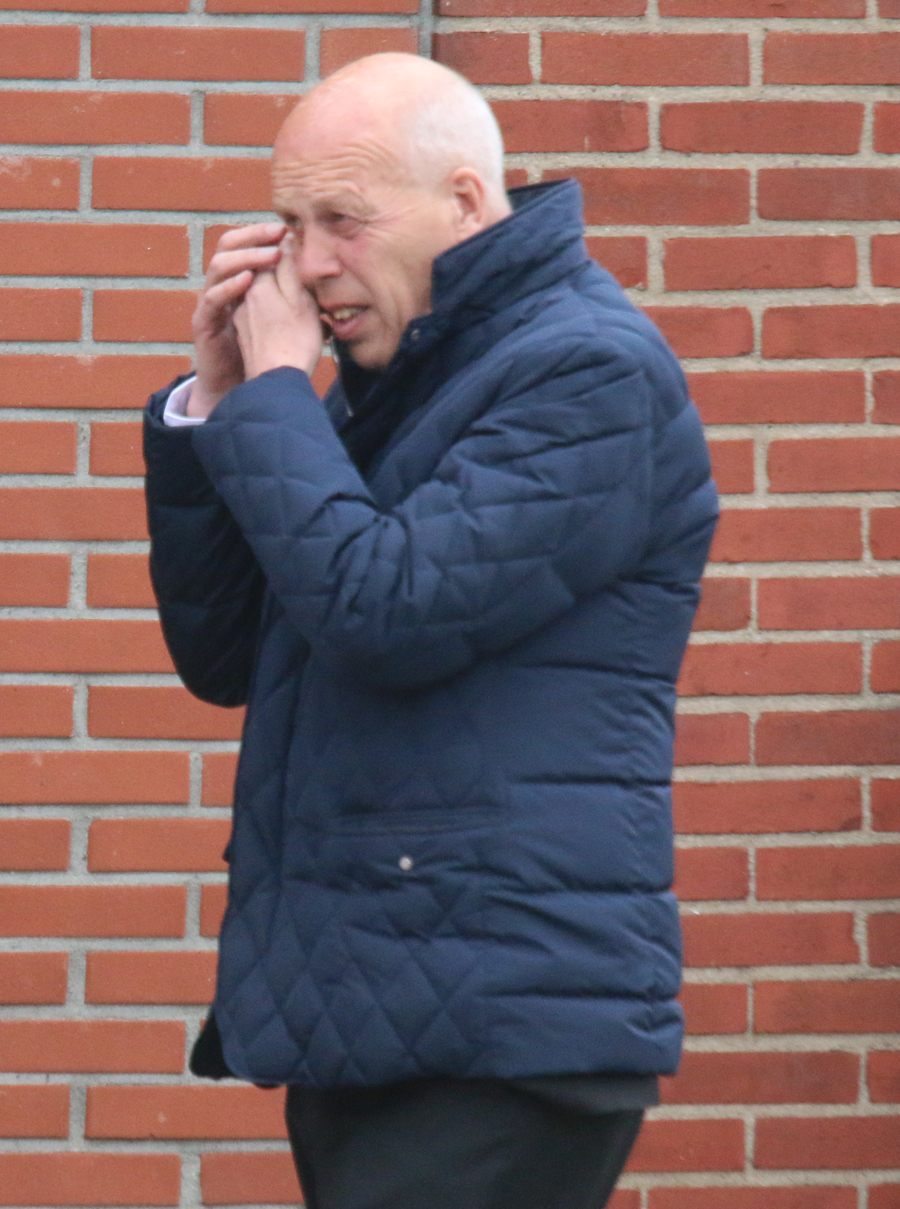
Jan Smit.

Jan Smit (Almelo, januari 1946) is een gerechtsdeurwaarder en was van 1998 tot 1 juli 2017 de voorzitter van Heracles Almelo. Hij werd op 30 mei 2017 benoemd tot officier in de Orde van Oranje Nassau. Per september 2017 is Smit voorzitter van de Raad van Commissarissen van de KNVB. Zijn vermogen wordt door Quote geschat op circa € 59 miljoen (2013). Hij is onder meer eigenaar van De Bonte Wever (Assen).

## Deurwaarder
Smit startte in 1973 zijn eigen deurwaarderskantoor Smit-Ommen, dat in de jaren 80 en 90 uitgroeide tot het grootste van Nederland, met ruim 60 medewerkers. In 1998 nam kredietverzekeraar NCM het incassobureau over en volgde er een afsplitsing. Vanaf dat moment zette Smit met een van de medewerkers van het eerste uur het kantoor Vechtdal Gerechtsdeurwaarders voort.

## Heracles Almelo
In 1998 trad Smit aan als voorzitter van eerstedivisieclub Heracles Almelo. Onder zijn leiding werd een gezond financieel beleid gevoerd en promotie naar de Eredivisie afgedwongen. Een van de belangrijkste beslissingen die Smit nam was om in 1999 het stadion aan de Bornsestraat te verlaten ten gunste van het Polman Stadion.